# Marek Model
Marek Model (ur. 14 lutego 1959 w Gdańsku, zm. 15 maja 2020 tamże) – polski malarz, rysownik, profesor na Wydziale Malarstwa gdańskiej Akademii Sztuk Pięknych.

## Życiorys
Uczęszczał do Liceum Ogólnokształcącego nr IX w Gdańsku. Pobierał prywatne lekcje rysunku u Leona Staniszewskiego, później u Ewy Hoffman-Rosińskiej. Po maturze został zatrudniony w Instytucie Pedagogiki Uniwersytetu Gdańskiego, gdzie przez dwa lata uczył malarstwa i rysunku. Studiował w latach 1980–1985 w Państwowej Wyższej Szkole Sztuk Plastycznych w Gdańsku (obecnie: Akademia Sztuk Pięknych w Gdańsku). Dyplom w Pracowni Malarstwa profesora Kazimierza Ostrowskiego obronił w 1986. Pracował jako adiunkt II stopnia w Pracowni Podstaw Rysunku i Malarstwa profesora Jerzego Ostrogórskiego, w 2002 uzyskał stopień doktora habilitowanego. Był kierownikiem Katedry Kształcenia Podstawowego na Wydziale Malarstwa ASP w Gdańsku.
W latach 2000–2007 dyrektor Galerii Rysunku „Nowa Oficyna”. Współtwórca Galerii „Baszta” w Gdańsku i Galerii „Biuro” w Gdańsku (1995). Artysta mieszkał w Gdańsku.
Zmarł w Gdańsku, pochowany 20 maja 2020 na cmentarzu Srebrzysko (rejon V, kwatera POL IV-1-61).

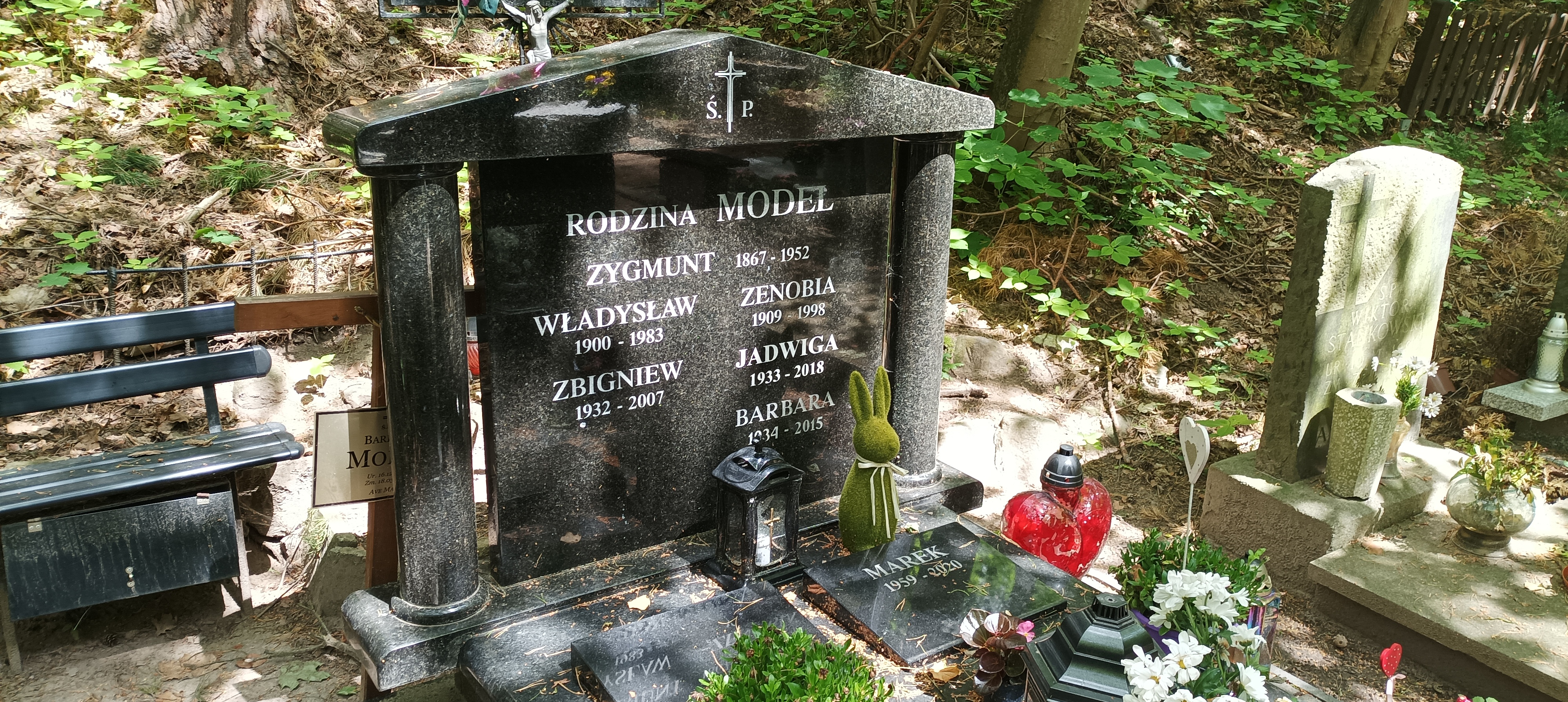
Grób Marka Modela na cmentarzu Srebrzysko w Gdańsku

## Wybrane wystawy
- 1983: Wystawa poplenerowa w Stoczni Północnej w Gdańsku
- 1985: Wystawa Rysunku PWSSP w Gdańsku
- 1985: Galeria Studentów PWSSP „Baszta Słomiana”
- 1985: Uniwersytet Gdański „III Bałtyckie Sympozjum Filmu”
- 1985: Teatr im. A. Mickiewicza w Częstochowie
- 1985: „Spotkania Twórców Młodego Pokolenia”, Galeria EL Elbląg
- 1985: „I Biennale Sztuki Nowej”, Zielona Góra
- 1985: „Profesor Ostrowski i jego uczniowie” BWA, Sopot
- 1985: Wystawa Plakatu, PWSSP Gdańsk
- 1988: „Arsenał '88” Ogólnopolska Wystawa Młodej Plastyki, Warszawa
- 1990: Centrum Sztuki Galeria EL, Elbląg
- 1995: Galeria T&T, Norymberga, Niemcy
- 1996: „Pomiędzy” Kustlerhaus Ulm Niemcy
- 1996: „XVI Festiwal Polskiego Malarstwa Współczesnego. Moda Sopot '96”, BWA, Sopot
- 2000: „Bez tytułu – pamięci profesora Kazimierza Ostrowskiego” Galeria 78, Gdynia
- 2000: „Oliwa bliżej Gdańska – Gdańsk bliżej sztuki”, Dworek – Galeria Artystycznej Inicjatywy Gdańsk Oliwa[10]
- 2000: „Trwanie”, Galeria El, Elbląg
- 2000: Wystawa inauguracyjna, Galeria „Na Wieży”, wieża kościoła św. Katarzyny w Gdańsku
- 2001: „Gdynia-Düsseldorf”, Galeria Am ECK Düsseldorf, Niemcy
- 2002: „Miny” Galeria „Nowa Oficyna”, Gdańsk – wystawa indywidualna
- 2002: „Wizja lokalna.Pokolenia”, Stocznia Gdańska[6]
- 2002: „Six Artists from Gdańsk”, Fass Gallery, Stambuł, Turcja[11]
- 2002: „Artyści z Gdańska”, Galeria „A”, Starogard Gdański[12]
- 2019: Wystawa z okazji wręczenie nagrody Prezydenta Miasta Gdańska w dziedzinie kultury, Galeria GTPS, Gdańsk[13]
- 2021: Wystawa pośmiertna „Marek Model. Materia malarska i pasja twórcza” w Zbrojowni Sztuki ASP w Gdańsku[14]

## Nagrody i wyróżnienia
- 1987: Stypendium Ministra Kultury i Sztuki
- 1988: Wyróżnienie na Wystawie „Nadmorskie Spotkania Młodych”
- 1994: I Nagroda wspólnie z profesorem Władysławem Jackiewiczem „Inflacja Obrazu – Obraz inflacji?” Galeria „Strome Schody”, Lębork
- 2008: Nagroda Rektora ASP w Gdańsku I stopnia za kierowanie galerią „Nowa Oficyna”[15]
- 2008: Nagroda Gdańskiego Towarzystwa Przyjaciół Sztuki za działalność kulturalną[15]
- 2010: Nagroda Prezydenta Miasta Gdańska w Dziedzinie Kultury z okazji jubileuszu 25-lecia pracy artystycznej[16]
- 2015: Nagroda Prezydenta Miasta Gdańska w Dziedzinie Kultury za humor, dowcip i powagę w rysunkach oraz z okazji jubileuszu 30-lecia pracy artystycznej[16]
- 2018: Odznaka honorowa „Zasłużony dla Kultury Polskiej”[4]
- 2019: Nagroda Gdańskiego Towarzystwa Przyjaciół Sztuki za rok 2018 w dziedzinie plastyki[4]
- 2019: Nagroda Rektora ASP w Gdańsku I stopnia za wybitne osiągnięcia artystyczne i naukowe[4]
- 2019: Nagroda Prezydenta Miasta Gdańska w Dziedzinie Kultury z okazji jubileuszu 35-lecia pracy twórczej[16]
- 2020: Stypendium Województwa Pomorskiego dla twórców kultury[4]